# مجلس الوزراء إندونيسيا الموحدة
مجلس الوزراء إندونيسيا الموحدة (بالإندونيسية: Kabinet Indonesia Bersatu)‏ هي مجلس الوزراء لحكومة إندونيسيا تحت رئيس الجمهورية سوسيلو بامبانغ يودهويونو ونائب رئيس الجمهورية محمد يوسف كالا. تأسس هذا المجلس في 21 أكتوبر 2004 حتى عام 2009. قاما تعديل وزاري الأول في 5 ديسمبر 2005 وتعديل وزاري الثاني في 7 مايو 2007.

## أعضاء مجلس الوزاء إندونيسيا الموحدة
| المنصب                                                              | منذ 21 أكتوبر 2004         | تعديل وزاري الأول 7 ديسمبر 2005 | تعديل وزاري الثاني 9 مايو 2007 |
| ------------------------------------------------------------------- | -------------------------- | ------------------------------- | ------------------------------ |
| الوزير المنسق للسياسة والقانون، والأمن                              | ويدودو أدي سوجيبتو         | ويدودو أدي سوجيبتو              | ويدودو أدي سوجيبتو             |
| الوزير المنسق للإقتصادية                                            | م. أبو رزال بكري           | أ. د. بوديونو                   | سري مولياني إيندراواتي         |
| الوزير المنسق للرفاهية الشعب                                        | أ. د. يوسريل إزها ماهيندرا | أ. د. يوسريل إرها ماهيندرا      | م. محمد هاتا راجاسا            |
| وزير الخارجي                                                        | نور حسن ويرايودا           | نور حسن ويرايودا                | نور حسن ويرايودا               |
| وزير الداخلي                                                        | محمد معروف                 | محمد معروف                      | مارديانتو                      |
| وزير الدفاع                                                         | جووونو سودارسونو           | جووونو سودارسونو                | جووونو سودارسونو               |
| وزير القانون والحقوق الإنسانية                                      | حميد أول الدين             | حميد أول الدين                  | أندي ماتالاتا                  |
| وزير التجارة                                                        | ماري إيلكا بانجيستو        | ماري إيلكا بانجيستو             | ماري إيلكا بانجيستو            |
| وزير الصناعة                                                        | أندونج نيتيميهارجا         | فهمي إدريس                      | فهمي إدريس                     |
| وزير الطاقة والثروة المعدنية                                        | بورنومو يوسجيانتورو        | بورنومو يوسجيانتورو             | بورنومو يوسجيانتورو            |
| وزير المالية                                                        | يوسف أنوار                 | سري مولياني إيندراواتي          | سري مولياني إيندراواتي         |
| وزير الغابات                                                        | مالام سامبات كابان         | مالام سامبات كابان              | مالام سامبات كابان             |
| وزير الزراعة                                                        | أنتون أبريانتونو           | أنتون أبريانتونو                | أنتون أبريانتونو               |
| وزير الصحة                                                          | سيتي فضيلة سوباري          | سيتي فضيلة سوباري               | سيتي فضيلة سوباري              |
| وزير الأشغال العامة                                                 | جوكو كيرمانتو              | جوكو كيرمانتو                   | جوكو كيرمانتو                  |
| وزير الشؤون الإجتماعية                                              | بختيار خامشاه              | بختيار خامشاه                   | بختيار خامشاه                  |
| وزير التعليم الوطني                                                 | بامبانج سوديبيو            | بامبانج سوديبيو                 | بامبانج سوديبيو                |
| وزير الشؤون الدينية                                                 | محمد مفتوح بسيوني          | محمد مفتوح بسيوني               | محمد مفتوح بسيوني              |
| وزير الشؤون البحرية والثروة السمكسية                                | فريدي نومبيري              | فريدي نومبيري                   | فريدي نومبيري                  |
| وزير النقل                                                          | محمد هاتا راجاسا           | محمد هاتا راجاسا                | جوسمان شافعي جمال              |
| وزير العمل والهجرة                                                  | فهمي إدريس                 | إيرمان سوبارنو                  | إيرمان سوبارنو                 |
| وزير الثقافة والسياحة                                               | جيرو واجيك                 | جيرو واجيك                      | جيرو واجيك                     |
| وزير الاتصالات والمعلومات                                           | سفيان جليل                 | سفيان جليل                      | محمد نوح                       |
| وزير الدولة لجمعيات التعاونية والشركات الصغيرة والمتوسطة            | سوريادارما علي             | سوريادارما علي                  | سوريادارما علي                 |
| وزير الدولة للبيئة                                                  | رحمة ويتولار               | رحمة ويتولار                    | رحمة ويتولار                   |
| وزير الدولة للأبحاث والتقنية                                        | كوسمايانتو كاديمان         | كوسمايانتو كاديمان              | كوسمايانتو كاديمان             |
| وزير الدولة لالإصلاحات الإدارية                                     | توفيق إيفيندي              | توفيق إيفيندي                   | توفيق إيفيندي                  |
| وزير الدولة لتمكين المرأة                                           | موتهيا هاتا سواسونو        | موتهيا هاتا سواسونو             | موتهيا هاتا سواسونو            |
| وزير الدولة لتسريع التنمية في المناطق المتخلفة                      | سيف الله يوسف              | سيف الله يوسف                   | محمد لقمان إيدي                |
| وزير الدولة لشؤون الشباب والرياضة                                   | أدهياكيا داولت             | أدهياكيا داولت                  | أدهياكيا داولت                 |
| وزير الدولة للشركات المملوكة للدولة                                 | سوجيهارتو                  | سوجيهارتو                       | سفيان جليل                     |
| وزير الدولة لتخطيط التنمية الوطنية ورئيس هيئة تخطيط التنمية الوطنية | سري مولياني                | باسكاه سوزيتا                   | باسكاه سوزيتا                  |
| وزير الدولة للإسكان العام                                           | محمد يوسف أشعري            | محمد يوسف أشعري                 | محمد يوسف أشعري                |
| النائب العام                                                        | عبد الرحمن صالح            | عبد الرحمن صالح                 | هيندارمان سوبانجي              |
| أمين العام لمجلس الوزاء                                             | سودي سيلالاهي              | سودي سيلالاهي                   | سودي سيلالاهي                  |
| قائد القوات المسلحة الإندونيسية                                     | جوكو سويانتو               | جوكو سويانتو                    | جوكو سانتوسو                   |
| قائد الشرطة الإندونيسية الوطنية                                     | سوتانتو                    | سوتانتو                         | بامبانح هيندارسو دانوزي        |
| محافظ البنك الإندونيسي المركزي                                      | برهان الدين عبد الله       | برهان الدين عبد الله            | دارمين ناسوتيون                |

## الوصلات الخارجية
- (بالإنجليزية) تعديل وزاري الأول 5 ديسمبر 2005 لمجلس الوزراء إندونيسيا الموحدة